# 中国驻印度大使列表
本列表为中国（中华民国和中华人民共和国）驻印度历任大使名录（附中華民國駐印度歷任代表）。
自1942年中华民国派驻英属印度专员始，印度联邦成立后改派驻大使。1949年印度与中华民国断交并承认新成立的中华人民共和国，随后1950年印度共和国成立后与中华人民共和国建交并互派大使。

## 历任中国驻印度大使

### 中华民国驻英属印度专员（1942年－1946年）
1942年2月4日至21日，蒋中正偕夫人宋美龄及隨員王寵惠、張道藩等访问英属印度，2月9日抵新德里，受到印度总督林里斯哥侯爵的歡迎。访问期间，蔣委員長在加爾各答會見印度精神领袖甘地。 2月21日離印返國，發表《告印度人民書》。此行是中、英双方在南亚和西藏的博弈中，中国方面的重要行动，赢得了印度独立运动领袖的热烈欢迎。1942年4月，中华民國駐印度專員公署在新德里設立。5月，印度駐華專員公署亦設立於重慶。
| 姓名   | 任命         | 到任         | 免职           | 离任       | 外交衔级 | 外交职务 | 备注 | 备注 |
| ------ | ------------ | ------------ | -------------- | ---------- | -------- | -------- | ---- | ---- |
| 沈士华 | 1942年4月3日 |              | 1945年10月18日 |            |          | 专员     | 辞职 |      |
| 薛寿衡 | 1945年4月9日 | 1945年4月9日 |                | 1946年10月 | 一等秘书 | 临时代办 |      |      |

### 中华民国驻印度大使（1946年－1949年）
1946年10月21日，中、印使节互升为大使。1947年8月15日根据蒙巴顿方案成立印度联邦。1949年12月30日，印度联邦宣布承认中华人民共和国。同日，中华民国宣布与印度断交。
| 姓名   | 任命          | 到任         | 递交国书      | 免职 | 离任          | 外交衔级 | 外交职务     | 备注 | 备注 |
| ------ | ------------- | ------------ | ------------- | ---- | ------------- | -------- | ------------ | ---- | ---- |
| 薛寿衡 | 1946年10月    | 1946年10月   |               |      | 1947年5月     | 一等秘书 | 临时代办     |      |      |
| 罗家伦 | 1947年2月25日 | 1947年5月5日 | 1947年5月17日 |      | 1950年1月10日 | 大使     | 特命全权大使 |      |      |

### 中华人民共和国驻印度大使（1950年至今）
1949年12月31日，印度联邦宣布愿与中华人民共和国建立外交关系。中华人民共和国中央人民政府外交部部长周恩来1950年1月4日电复印度外交部部长尼赫鲁，表示同样愿望，并请印度政府派遣代表前来北京，就中印两国建立外交关系的初步与程序问题进行谈判。1950年1月26日，印度宣布成立印度共和国。印度政府派遣的谈判代表雁谒森（A. K. Sen）临时代办，于2月13日到达北京，随即开始进行此项谈判。1950年4月1日，双方正式建立外交关系。
2009年底，为符合两国外交关系进展，中国驻印度大使的行政级别晋升为副部级。
| 姓名   | 任命           | 任命           | 到任           | 递交国书       | 免职           | 免职           | 离任           | 外交衔级 | 外交职务     | 备注       |
| 姓名   | 全国人大常委会 | 主席           | 到任           | 递交国书       | 全国人大常委会 | 主席           | 离任           | 外交衔级 | 外交职务     | 备注       |
| ------ | -------------- | -------------- | -------------- | -------------- | -------------- | -------------- | -------------- | -------- | ------------ | ---------- |
| 申健   | 不適用         | 不適用         | 1950年7月      | 1950年7月19日  | 不適用         | 不適用         | 1950年9月      | 参赞     | 临时代办     | 筹备开馆   |
| 袁仲贤 | 1950年4月11日  | 1950年4月1日   | 1950年9月13日  | 1950年9月18日  | 1956年1月23日  | 1956年3月9日   | 1956年2月      | 大使     | 特命全权大使 | 兼驻尼泊尔 |
| 潘自力 | 1956年1月23日  | 1956年3月9日   | 1956年4月      | 1956年4月17日  | 1962年5月14日  | 1962年11月23日 | 1962年7月18日  | 大使     | 特命全权大使 | 兼驻尼泊尔 |
| 叶成章 | 不適用         | 不適用         | 1962年         | 不適用         | 不適用         | 不適用         | 1962年         | 参赞     | 临时代办     |            |
| 陈肇源 | 不適用         | 不適用         | 1963年         | 不適用         | 不適用         | 不適用         | 1969年         | 参赞     | 临时代办     |            |
| 黄明达 | 不適用         | 不適用         | 1970年         | 不適用         | 不適用         | 不適用         | 1971年         | 参赞     | 临时代办     |            |
| 刘芳圃 | 不適用         | 不適用         | 1972年         | 不適用         | 不適用         | 不適用         | 1972年         | 一等秘书 | 临时代办     |            |
| 马牧鸣 | 不適用         | 不適用         | 1973年         | 不適用         | 不適用         | 不適用         | 1976年         | 参赞     | 临时代办     |            |
| 陈肇源 | 1976年12月2日  | 不適用         | 1976年9月10日  | 1976年9月20日  | 1979年11月29日 | 不適用         | 1979年12月     | 大使     | 特命全权大使 |            |
| 申健   | 1979年11月29日 | 不適用         | 1980年3月      | 1980年3月4日   | 1984年7月7日   | 1984年12月14日 | 1984年7月11日  | 大使     | 特命全权大使 |            |
| 李连庆 | 1984年7月7日   | 1984年12月14日 | 1984年11月2日  | 1984年11月30日 | 1986年6月25日  | 1987年5月11日  | 1987年4月      | 大使     | 特命全权大使 |            |
| 屠国维 | 1986年6月25日  | 1987年5月11日  | 1987年7月28日  | 1987年7月31日  | 1991年6月29日  | 1991年9月3日   | 1991年8月      | 大使     | 特命全权大使 |            |
| 程瑞声 | 1991年6月29日  | 1991年9月3日   | 1991年9月12日  | 1991年9月19日  | 1994年8月31日  | 1995年1月13日  | 1994年11月26日 | 大使     | 特命全权大使 |            |
| 裴远颖 | 1994年8月31日  | 1995年1月13日  | 1995年1月      | 1995年1月2日   | 1997年7月3日   | 1998年4月16日  | 1998年3月      | 大使     | 特命全权大使 |            |
| 周刚   | 1997年7月3日   | 1998年4月16日  | 1998年4月22日  | 1998年6月1日   | 2000年4月29日  | 2001年9月11日  | 2001年6月      | 大使     | 特命全权大使 |            |
| 华君铎 | 2000年4月29日  | 2001年9月11日  | 2001年8月17日  | 2001年9月15日  | 2004年8月28日  | 2005年1月17日  | 2004年11月     | 大使     | 特命全权大使 |            |
| 孙玉玺 | 2004年8月28日  | 2005年1月17日  | 2005年1月12日  | 2005年1月18日  | 2007年6月29日  | 2008年3月25日  | 2007年12月     | 大使     | 特命全权大使 |            |
| 张炎   | 2007年6月29日  | 2008年3月25日  | 2007年12月16日 | 2007年12月18日 | 2012年10月26日 | 2013年1月16日  | 2012年10月     | 大使     | 特命全权大使 |            |
| 魏苇   | 2012年10月26日 | 2013年1月16日  | 2013年1月6日   | 2013年1月22日  | 2014年8月31日  | 2014年9月16日  | 2014年8月      | 大使     | 特命全权大使 |            |
| 乐玉成 | 2014年8月31日  | 2014年9月16日  | 2014年9月10日  | 2014年9月12日  | 2016年2月26日  | 2016年10月8日  | 2016年4月      | 大使     | 特命全权大使 |            |
| 罗照辉 | 2016年7月2日   | 2016年10月8日  | 2016年9月27日  | 2016年10月12日 | 2019年4月23日  | 2019年8月8日   | 2019年5月      | 大使     | 特命全权大使 |            |
| 孙卫东 | 2019年4月23日  | 2019年8月8日   | 2019年7月21日  | 2019年8月28日  |                | 2024年5月14日  | 2022年10月     | 大使     | 特命全权大使 |            |
| 徐飞洪 |                | 2024年5月14日  | 2024年5月10日  | 2024年5月31日  | 现任           |                |                | 大使     | 特命全权大使 |            |